# ICalamus
iCalamus ist ein rahmenorientiertes Layout- und DTP-Programm für macOS, das von der deutschen Software-Firma invers Software entwickelt wird. Der Name iCalamus lehnt sich an das vom selben Hersteller stammende Programm Calamus an, mit dem es allerdings nicht dokumentkompatibel ist und angeblich nicht einmal eine Zeile Quelltext übernommen hat. (Calamus leitet sich von der lateinischen Bezeichnung eines Schreibgerätes aus Schilfrohr ab – siehe Kalamos.)

## Geschichte
Nachdem invers Software seit 1996 das DTP-Programm Calamus für verschiedene Computerplattformen vermarktet und weiterentwickelt hatte, stellte sich spätestens nach der Übernahme der Calamus-Programmrechte 2001 die Frage, ob Calamus weiterhin als natives Atari-Programm gepflegt oder nach Windows oder Mac OS portiert werden sollte. Die Portierung war den Entwicklern zu kostspielig und langwierig. Es entstand die Idee, ein ganz neues DTP-Programm nativ in Objective-C für Mac OS X zu schreiben. Die Entwicklung von iCalamus 1.0 begann im November 2003 und wurde mit einiger Verzögerung im Oktober 2006 fertiggestellt.
iCalamus wird oft in Zeitschriften-Rezensionen mit InDesign, PageMaker und QuarkXpress verglichen. Aufgrund des ähnlichen Namens wird es oft als der neue Calamus für Mac angesehen.
Im März 2018 kündigte invers Software an, den Geschäftsbetrieb und damit den Vertrieb und die Weiterentwicklung von iCalamus einzustellen. Im Mai 2018 wurde bekannt, dass der GraphicConverter-Hersteller Lemke Software iCalamus übernommen hat. Lemke Software vertreibt iCalamus seitdem in Eigenregie – sowohl direkt als auch über den Mac App Store – und will das Programm weiterentwickeln.

## Versionen
Dank einem speziellen Modul für die Abwicklung von Druckaufträgen für Fotobücher, Kalender und andere Druckobjekte der Firma Photographerbook ist es mit der kostenlosen, unregistrierten Version von iCalamus möglich, auch in iPhoto erstellte Fotobücher und Kalender drucken zu lassen. Normale iCalamus-Dokumente lassen sich in der unregistrierten Version mit gewissen Einschränkungen erstellen. Die registrierte Vollversion kostet zurzeit 129 EUR.
iCalamus 1 unterstützte als Universal Binary Mac OS X ab 10.4.5. Die Ende 2013 veröffentlichte Version 2 benötigt (seit v2.14) mindestens OS X 10.11 (El Capitan) und ist ein 64-Bit-Programm. Das Programm liegt derzeit in zwölf Sprachen vor: Dänisch, Deutsch, Englisch, Französisch, Italienisch, Japanisch, Lettisch, Niederländisch, Polnisch, Schwedisch, Spanisch, Tschechisch. Bisher gibt es noch keine Möglichkeit, Calamus-SL-Dokumente direkt in iCalamus zu laden.

## Spezialitäten
iCalamus kann vollständige Webseiten per Mausklick als PDF-Schnappschuss in Dokumente übernehmen. Mittels gruppierter Formrahmen lassen sich Bilder in Echtzeit maskieren. Wie sein Namensvetter Calamus unterstützt auch iCalamus echte virtuelle Kopien von Rahmen, bei denen es keine Mutter-Kind-Beziehung gibt; alle virtuellen Rahmen ändern sich gleichzeitig. Alle Gestaltungselemente lassen sich stufenlos transparent einstellen. Zum Erstellen von Maskierungen und Umflusspfaden ist ein Vektor-Tracer integriert. iCalamus unterstützt alle Mischmodi von PDF. ICC-Profile importierter Bilder werden unverändert an die Druckausgabe weitergeleitet. Als erstes DTP-Programm unterstützt iCalamus das LinkBack-Protokoll, mit dem sich externe Programme quasi wie Module in die Oberfläche des Programms einbinden lassen.